# Иоанн Газский
Иоанн Газский — автор ряда анакреонтических стихотворений и одной поэмы («экфрасис» — описание предметов искусства), единственный сохранившийся поэт Газской школы (не путать с богословом, монахом, эпистолографом VI в. Иоанном из Газы).

## Биография
Его жизнь и творчество связаны с городом Газа, провинция Палестина I, Византийская империя.
Иоанн Газский, прежде всего, важен как автор поэмы в 703 гексаметра (с ямбическим Прологом), описывающей фрески в зимних термах Газы, содержащие изображение христианского креста вместе с около 60-ю аллегорическими фигурами — персонификациями из античной мифологии. Это уникальное описание позднеантичной живописи в традиции «Картин» Филострата, но с христианским аллегорическим осмыслением. Ведутся дискуссии по расположению описанной в поэме фрески и датировки произведения. Пауль Фридлендер относит эти термы к строительству в Газе в 535—536 гг. Гленн Дауни указал на схожесть с описанием в поэме Иоанна вновь найденных археологами остатков античной мозаики Ge (Земли) и Karpoi (Плодов). По мнению современных исследователей, Иоанн Газский как поэт был подражателем Нонна из Панополя и не мог, поэтому, жить раньше, чем в конце V в., но более вероятно — в VI, или даже в начале VII в. Из поэмы Иоанна мы также узнаем, что в Газе существовала роспись терм, изображавшая Атланта, который нес пламенеющий шар. В иконографии Софии Премудрости Божией одним из первых является её изображение в персонифицированном женском облике. Поэма Иоанна — один из первых собственно византийских экфрасисов, как и цикл Христодора Коптского (Ant. Graec. II).
Также Иоанн является автором шести небольших анакреонтических поэм, предметы которых — от газского сезонного праздника роз (Розалий) до эпиталамий (брачных поздравлений) в адрес местных влиятельных лиц. Эти стихи более традиционны.
Творчество Иоанна Газского является уникальным образцом ранневизантийской поэзии в христианско-аллегорическом стиле, использовавшей едва ли не в последний раз классические античные поэтические размеры, и одним из первых, кто использовал символические персонификации античных идей, уже усвоенные христианской культурой.
Наследию Иоанна Газского посвящены работы таких исследователей как Г. Дауни, П. Фридлендер, Ал. Кэмерон, Д. Лорицен, Л. Рено, Р. Тальгам, Ф. Чикколелла, Ф. Барделлини, однако в отечественной византологии его изучение только начинается, преимущественно в НИУ «БелГУ».
Важным стимулом к новым исследованиям стал выход в 2015 г. в Париже критического издания основной поэмы Иоанна Газского.

## Издания
- Jean de Gaza. Description du Tableau cosmique / Ed. D. Lauritzen. Paris: Les Belles Lettres, C.U.F., 2015.
- Abel E. Ioannis Gazae Descriptio Tabulae Mundi. Berlin, 1882.

## Исследования
- Renaut L. La description d’une croix cosmique par Jean de Gaza, poète palestinien du VIe siècle // Iconographica. Melanges offerts a Piotr Scubiszewski. Poitiers, 1999. P. 211—221.
- Friedländer P. Johannes von Gaza und Paulus Silentiarius // Kunstbeschreibungen justinianischer Zeit. Leipzig-Berlin, 1912. S. 135—212.
- Downey G. John of Gaza and the Mosaic of Ge and Karpoi // Antioch-on-the-Orontes. II: The Excavations 1933—1936. Princeton, 1938. Р. 206—208.
- Лопатина М.Ю. Иоанн Газский: классические мотивы ранневизантийской поэзии // Византийское содружество: традиции и смена парадигм: тезисы докладов XXII-й всероссийской научной сессии византинистов РФ, Екатеринбург, 24-28 сентября 2019 г. Екатеринбург, 2019. С. 98-100.
- Алимова О. В. Иоанн Газский как ранневизантийский поэт // Каразiнськi читання (Iсторичнi науки). Харкiв, 2014. С. 60-61.